# 임소영
임소영(1984년 4월 11일~)은 대한민국의 탤런트이다. 2010년 박카스 광고를 찍으면서 일명 '박카스녀'로 알려졌다.

## 작품

### 드라마
- 《주몽》 (2006 ~ 2007) - 부영 역
- 《별순검 시즌 1》 (2007) - 강승조의 아내 역
- 《MNET WIDE 연예뉴스》 MC
- 《즐거운 나의 집》 (2010) - 한소리 역

### 영화
- 《인플루언스》 - 아나운서 역 (2010)